# Otacilia shennongjia
Otacilia shennongjia (лат.) — вид аранеоморфных пауков рода Otacilia из семейства Phrurolithidae.

## Распространение
Встречаются в Китае (Хубэй, Shennongjia Forestry District, Hongping Town; 31°41′41.62″N, 110°25′40.44″E, на высоте 1753 м).

## Описание
Мелкие пауки, длина тела около 4 мм. Карапакс жёлтый, с двумя чёрными продольными полосами. Брюшко серое, с коротким узким дорсальным скутумом, вершина которого чёрная, с пятью чёрными поперечными полосами сзади. Ноги жёлтые. Этот новый вид похож на Otacilia triangula Mu, Jin & Zhang, 2022 тем, что имеет сходную форму эмболуса и сперматеки, но может быть распознан по: 1) отсутствию рубца на эмболусе (против наличия рубца), 2) более длинному ретролатеральному голенному апофизу со слегка изогнутым кончиком (против короткого, не изогнутого), 3) прямоугольный генитальный проток (против треугольного) и 4) спереди широкий, сзади узкий срединный септум (против спереди узкий, сзади широкий). Наземные пауки, обитающие в опавших листьях на лесной подстилке.

## Таксономия и этимология
Вид был впервые описан в 2023 году группой китайских арахнологов (Yannan Mu, Feng Zhang; Hebei University, Баодин, Хэбэй, Китай) по материалам из Китая. Видовое название образовано от местонахождения вида (Shennongjia Forestry District).